# Nossegem

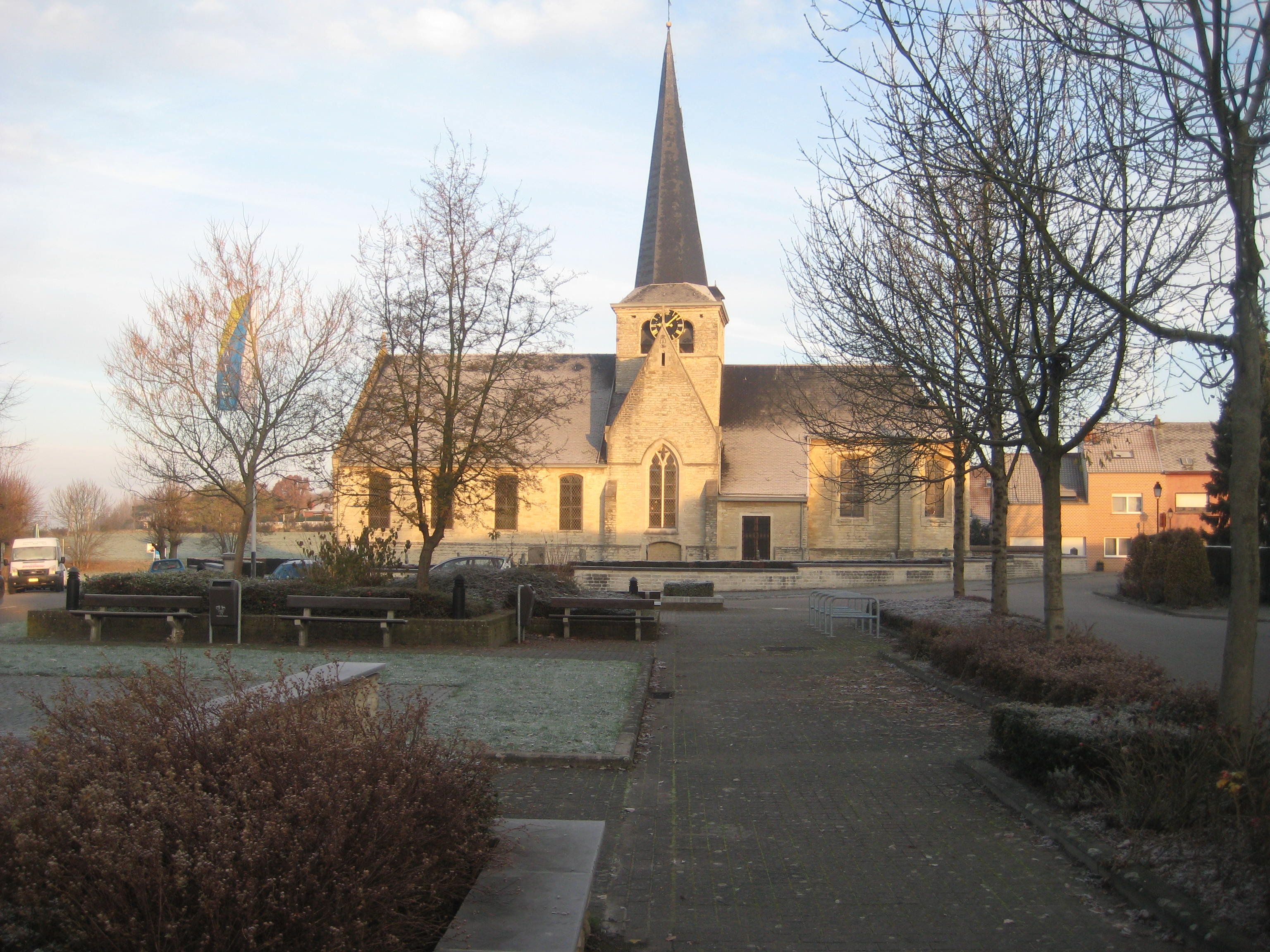
Kerk van Nossegem

Nossegem is een dorp in de Belgische provincie Vlaams-Brabant en een deelgemeente van Zaventem. Het dorp is vergroeid met de Brusselse agglomeratie, vooral langs de zuidelijke kant, en is dan ook verstedelijkt. Nossegem was een zelfstandige gemeente tot aan de gemeentelijke herindeling van 1977.

## Toponymie
Het toponiem "Nossegem" gaat terug op het oorspronkelijk Nothengem. Dit toponiem is van Germaanse oorsprong en een verbastering van het drieledige Germaanse woord Nanthingahaim. Het eerste deel (Nanth) komt van een voornaam die letterlijk "moedig" of "wagend" betekent. Haim (-heem) betekent dan weer woning, terwijl de inga ervoor aangeeft dat het een genitiefvorm is. Nanthingahaim betekent dus "woning van de lieden van Nantho".
In het lokale dialect wordt de naam van het dorp als Noskoem uitgesproken.

## Geschiedenis
Het dorpje Nossegem ontstond vermoedelijk uit een Frankisch hofcomplex uit de 4de-5de eeuw.
Nossegem werd voor het eerst vermeld omstreeks 1110 in een oorkonde van bisschop Odo van Kamerijk onder de naam Nothengem. Met deze oorkonde plaatste de bisschop de parochie onder toezicht van de Benedictinessenabdij van Kortenberg. De Ferrariskaart uit de jaren 1770 toont het dorp als Nosseghem.
Bij de gemeentelijke fusie van 1977 werd Nossegem een deelgemeente van Zaventem.

## Bezienswaardigheden
- De Sint-Lambertuskerk

## Natuur en landschap
Nossegem is een sterk verstedelijkte plaats, met name door de onmiddellijke nabijheid van het internationale vliegveld van Brussel. Ook is er een bedrijventerrein. De hoogte bedraagt 56-72 meter.
In 2017 werd het Vliegbos geopend. Dit is een hooggelegen speelbos van waaruit men ook de vliegtuigen kan waarnemen.

## Demografische ontwikkeling
- Bronnen:NIS, Opm:1831 tot en met 1970=volkstellingen; 1976 = inwoneraantal op 31 december

## Politiek
Nossegem had een eigen gemeentebestuur en burgemeester tot de fusie met Zaventem in 1977. Burgemeesters waren:
- 1830-1848 : Lambert Goossens.
- 1848-1867 : André Felix Goosens.
- 1867-1886 : Lambert Coosemans.
- 1886-1891 : G.B. Goffeau
- 1891-1896 : Alfons Verboomen.
- 1896-1900 : G.B. Goffeau.
- 1900-1910 : Jozef Van Espen
- 1910-1912 : Jan Baptist Blockmans.
- 1912-1921 : Jozef Miseur.
- 1921-1925 : Artème Van Beneden.
- 1925-1946 : Felix Goosens.
- 1946-1970 : Maurice Portray.
- 1971-1976 : Maurits De Wulf.

## Mobiliteit

### Luchtverkeer
Het dorp ligt ten zuiden van Brussels Airport.

### Openbaar vervoer
Het station Nossegem bevindt zich in de dorpskern en is gelegen langs spoorlijn 36, die de steden Brussel en Luik met elkaar verbindt. Ook de befaamde Bocht van Nossegem ligt in het dorpsterritorium. Daarnaast passeren er in Nossegem tal van buslijnen van de Vlaamse Vervoermaatschappij "De Lijn".

### Wegennet
Ten zuiden van de gemeente ligt de A3. Andere belangrijke wegen zijn de Leuvensesteenweg (N2) en de Mechelsesteenweg (N227)

## Nabijgelegen kernen
Zaventem, Sterrebeek, Kortenberg